# Bank Norwegian
A Bank Norwegian AS egy norvég internetbank, amely hiteleket, hitelkártyákat és megtakarítási számlákat biztosít a fogyasztóknak. A cég 2007 novemberében alakult, székhelye Norvégiában Fornebu. A Nordax Group a bank 100%-át birtokolja.